# بولايريس (كيبك)
بولايريس (بالإنجليزية: Poularies, Quebec)‏ هي معلم جغرافي و بلدية محلية في كيبيك تقع في كندا في Abitibi-Ouest Regional County Municipality. يقدر عدد سكانها بـ 679 نسمة ومساحتها 168.20 كم2 .